# Поселення Біла VII
Городище Біла VII — щойно виявлена пам'ятка археології в Чортківському районі Тернопільської області. Розташована в центральній частині села, на правому березі р. Серет.
Внесено до Переліку щойно виявлених об'єктів культурної спадщини (охоронний номер 1860).

## Відомості
У 2012 р. поселення обстежували працівники Тернопільської обласної інспекції охорони пам’яток В.Ільчишин та М.Бігус. Під час обстеження пам’ятки виявлено старожитності епохи бронзи, ранньоримського часу, давньоруського часу Х, ХІІ-ХІІІ ст.